# Tetraonyx minuscula
Tetraonyx minuscula là một loài bọ cánh cứng trong họ Meloidae. Loài này được Wickham miêu tả khoa học năm 1914.